# Lenguas buja-ngombe
Las lenguas buja-ngombe son un grupo filogenético de lenguas bantúes de acuerdo con Nurse & Philippson (2003), en la clasificación de Guthrie reciben la codificación C.37 (buja), C.41 (lenguas ngombe) y C.46 (tembo):
Budza-Tembo-Kunda-Gbuta-Babale, Ngombe (Doko), Bomboma, Bamwe, Dzando, Gendza, Kula
Guthrie también consideró a estas lenguas relacionadas con dos lenguas del grupo C.30 no clasificadas, el doko y el londo (Bolondo). Ethnologue lista la primera lengua como un dialecto del ngombe y considera a la segunda variedad como muy cercana al tembo. Glottolog lista el bwela como la variedad más cercana al tembo.

## Comparación léxica
Los numerales en diferentes lenguas buja-ngombe son:
| GLOSA | Budza    | Bamwe (Libobi) | Bolondo | Ngombe   | PROTO- BUJA-NGOMBE  |
| ----- | -------- | -------------- | ------- | -------- | ------------------- |
| '1'   | isisyá   | mowí           | mɔ́kɔ́    | emɔtí    | *-mo-               |
| '2'   | iwá      | mimbále        | iɓálé   | íɓa(é)   | *i-ɓale             |
| '3'   | isató    | miráto         | iyáto   | ísátó    | *i-ʦato             |
| '4'   | inéyi    | minê           | inɛ́i    | ínɛ(i)   | *i-nɛi              |
| '5'   | itáno    | mitáno         | itáno   | ítáno    | *i-tano             |
| '6'   | motóbá   | miramano       | iyámano | ísamano  | *i-ʦamano/ *mo-toba |
| '7'   | sámbó    | rambo          | nsambo  | sambo    | *ʦamo               |
| '8'   | monánáye | ɱambi          | monanáé | ɓómwambe | *-nanai/ *mwambi    |
| '9'   | libwá    | liɓuá          | liɓuá   | iɓuá     | *i-bwa              |
| '10'  | lyómo    | ʣómi           | gyómi   | ɗǒmi     | *ʣomu               |